# 林间修院

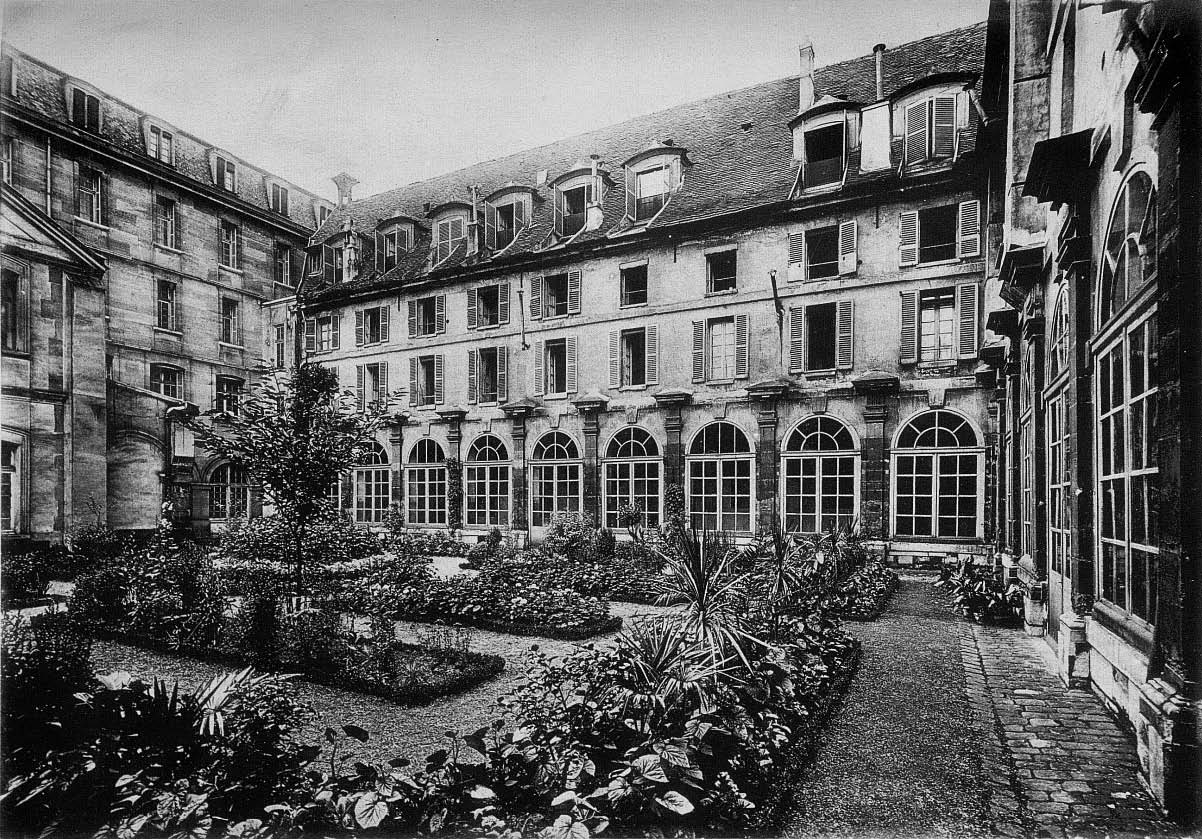
1905年庭院

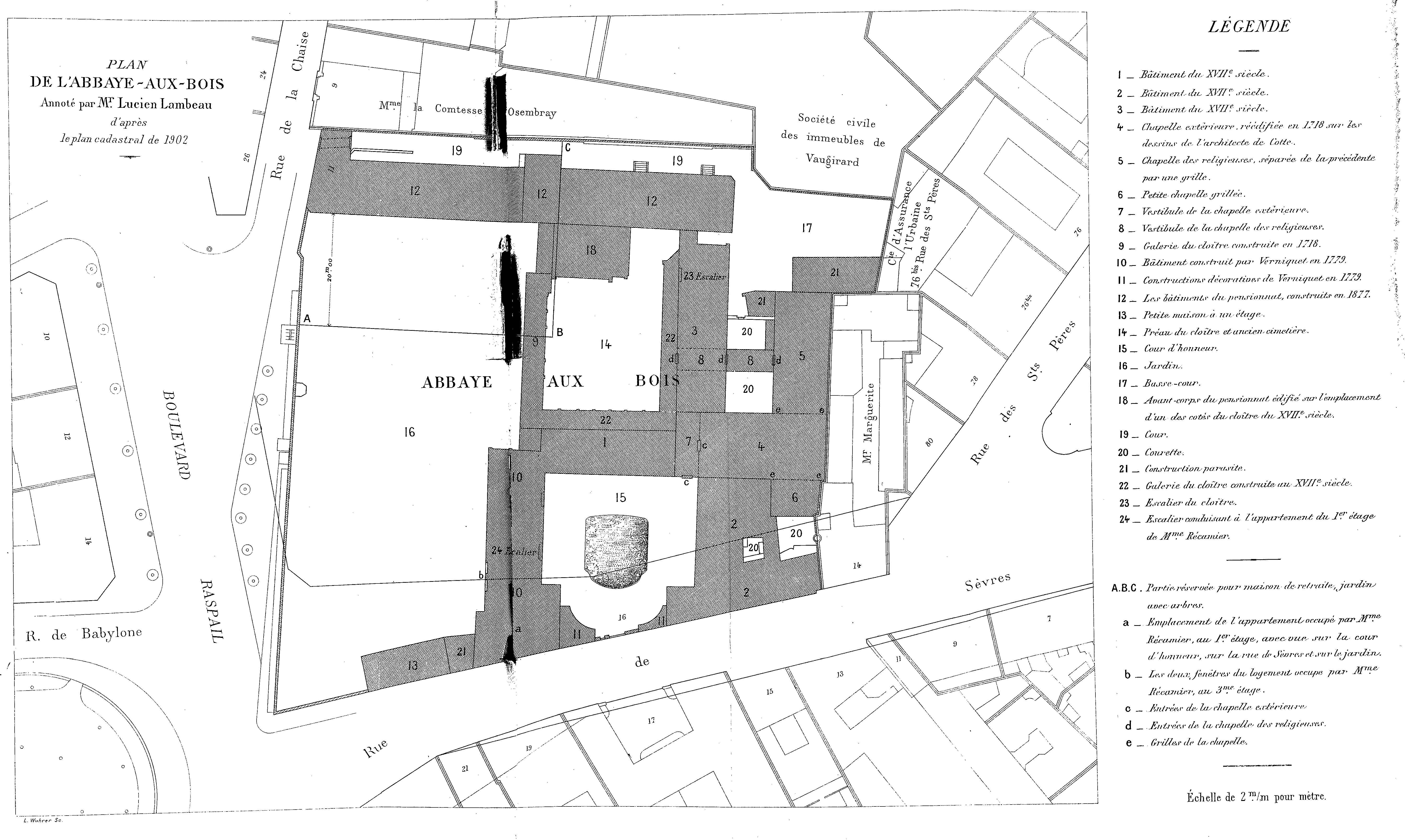
1905年地图

林间修院（法語：Abbaye-aux-Bois）是巴黎历史的一座熙笃会修女院，其建筑位于今巴黎第七区的塞夫勒路16号。修道院建筑在1907年拆除之前，已多次改作他用。
林间修院创建于1202年。1792年大革命期间建筑被征用。社交名媛朱丽叶·雷卡米耶从1819年到1849年去世，在此居住了30年。在这里，她和弗朗索瓦-勒内·德·夏多布里昂开办沙龙，成为欧洲文学界最大的沙龙之一。许多年轻一辈的作家都前来这里，包括阿方斯·德·拉马丁、沙尔-奥古斯丁·圣伯夫和奥诺雷·德·巴尔扎克。